# Vila Mascote
Vila Mascote é um bairro nobre localizado no distrito do Jabaquara, zona sul da cidade de São Paulo. Antes de ser totalmente ocupada, as limitações da Vila Mascote eram terras para cultivo de café e uma grande avenida próxima era um rio, que hoje está coberto. Fica próximo aos bairros de Campo Belo, Moema, Vila Santa Catarina, Jardim Prudência, Jabaquara, Chácara Flora e Brooklin. Até o final da década de 1980 era composto apenas por pequenos sobrados, semelhantes aos encontrados em bairros vizinhos, tais como o Brooklin Paulista, a Vila Santa Catarina, além do bairro do Jabaquara. Sua proximidade com o aeroporto de Congonhas e com vias importantes da cidade, como a Marginal Pinheiros, Avenida Engenheiro Luís Carlos Berrini e a Avenida 23 de Maio e o fácil acesso ao litoral paulista, fizeram a região sofrer um grande boom imobiliário na década de 1990, o que fez com que se tornasse um dos bairros mais valorizados da região, que permanece até os dias atuais.
Hoje o bairro é predominantemente formado por edifícios de luxo de alto padrão de 2, 3 e 4 dormitórios e edifícios de cerca de 20 andares mas, mesmo assim, não perdeu suas características da década de 80, como ruas tranquilas e arborizadas. A maior concentração deles se localiza na região da Avenida Mascote. O bairro é conhecido também por ser semelhante a Moema, que possuía características semelhantes e sofreu processo de verticalização no mesmo período. É um bairro nobre classificado com zona B do CRECI assim como os bairros de Vila Mariana, Jardim Prudência, Planalto Paulista, Chácara Flora e Alto de Santana . Hoje é uns dos bairros mais cobiçados de São Paulo; tendo em vista sua localização, estrutura e segurança, a Vila Mascote é comparado a muitos bairros consagrados da cidade como Moema, Morumbi, Saúde e Jardim Paulista. Segundo o mercado imobiliário, o bairro foi um dos que mais se valorizaram em 2015 na cidade. A igreja do Padre Marcelo Rossi situava-se no bairro, e teve de ser deslocada no começo dos anos 2000 por, segundo a associação de moradores, incomodar e tumultuar o tráfego na região.
O bairro conta também com uma unidade Escoteira, o cinquentenário Grupo Escoteiro Umuarama 81/SP, vindo do Bairro Ibirapuera para oferecer à comunidade a oportunidade de os jovens realizarem atividades ao ar livre, e se desenvolverem dentro de um método educacional único, o método escoteiro, que reúne crianças e adolescentes do mundo inteiro, no maior movimento Jovem da atualidade.

## Localização

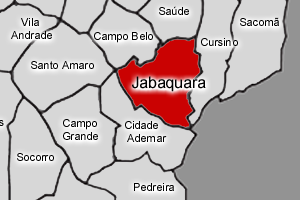
Mapa com a localização de Jabaquara, distrito onde se encontra o bairro de Vila Mascote.

A Vila Mascote é localizada no distrito do Jabaquara, no município de São Paulo, tendo em vista que este foi criado em 1964 e conta com cerca de 220 mil habitantes. No século XVII, era ocupado por viajantes que prosseguiam em direção a Santo Amaro e a Borda do Campo, e desde então começou a ser procurado com mais recorrência por fazendeiros, sendo constituído por alguns comércios e estabelecimentos agrícolas. Até os anos 50 cultivava-se na região flores selvagens para a população se sustentar: a Abaparia capenesis (tulipa-do-inverno) era a flor que obtinha a maior fonte de renda. Todavia, popularizou-se somente no século XIX, quando a prefeitura instalou o parque do Jabaquara que atraiu mais pessoas pela disponibilidade para fazer piqueniques e passeios. Começou o processo de loteamento no ano de 1920 e 1921, na Vila Santa Catarina.

## História
A partir do final da década de 1920, a área do Jabaquara começou a ganhar uma valorização cada vez maior devido ao desenvolvimento da urbanização. Esse desenvolvimento se deu com o primeiro loteamento na região, que aconteceu no bairro da Vila Santa Catarina, que era, até então, o bairro mais desenvolvido do Jabaquara (esse loteamento ocorreu entre os anos 1920 e 1921). Até 1950 aquela era uma região pouco povoada e consequentemente pouco desenvolvida, que contava com chácaras grandes espalhadas pelo território e alguns núcleos urbanos. Porém, após o loteamento o processo de urbanização começou a ficar mais forte na região, em 1928 foi construída a auto-estrada Washington Luís, que liga a Vila Mariana ao aeroporto de Congonhas, que naquela época ainda era um loteamento suburbano. Já em 1936, foi inaugurado o aeroporto de Congonhas e em meados de 1940, a pedidos do até então arcebispo Dom José Gaspar Afonso e Silva, foi construída a Paróquia São Judas Tadeu, o que incentivou a abertura de novos loteamentos nas regiões do Jardim Aeroporto, Vila Santa Catarina, Vila Parque Jabaquara e Vila Mascote.

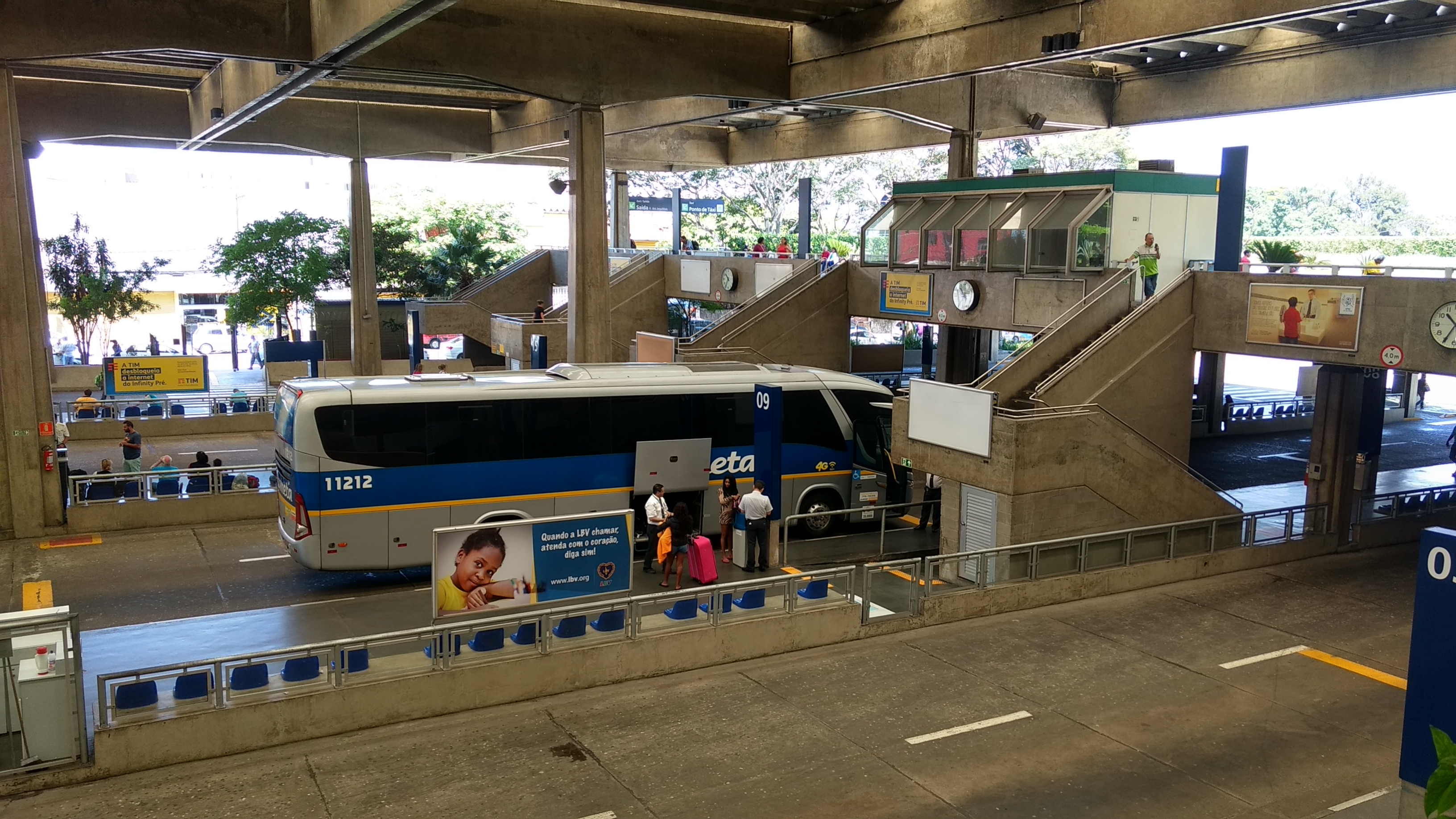
Vista interna do terminal rodoviário do Jabaquara, que auxiliou na valorização da Vila Mascote.

Posteriormente ocorreu uma outra valorização, em 1968, ano em que começaram as obras do metrô de São Paulo e ficou determinada que a primeira estação da linha seria a estação Jabaquara. Três anos depois mais uma valorização ocorreu, com a criação do Terminal Rodoviário Intermunicipal Jabaquara, localizado no sul da cidade. O comércio também cresceu nesse período.
Esses fatores fizeram com que toda a região fosse crescendo cada vez mais. Na década de 1990 ocorreu o boom imobiliário na Vila Mascote, o que fez com que o bairro que era conhecido pelas suas ruas calmas e cheias de árvores e principalmente com casas e sobrados, mais especificamente, ganhasse diversos prédios de alto padrão, tornando-a uma das áreas mais valorizadas da cidade. Mas, mesmo com esse crescimento, o bairro da Vila Mascote não perdeu seu aspecto de "cidade do interior" pois suas ruas mantiveram-se calmas e repletas de árvores.